# Cinitapride
Cinitapride (tên thương mại Cintapro, Pemix) là một tác nhân tiêu hóa và thuốc chống loét thuộc nhóm thuốc benzamide được bán trên thị trường Ấn Độ, México, Pakistan và Tây Ban Nha. Nó hoạt động như một chất chủ vận của thụ thể 5-HT1 và 5-HT4 và là chất đối vận của thụ thể 5-HT2.

## Công dụng
Nó được chỉ định để điều trị rối loạn tiêu hóa liên quan đến rối loạn vận động như bệnh trào ngược dạ dày thực quản, khó tiêu không loét và làm trống dạ dày muộn.